# أفضل رياضي في أوروبا
أفضل رياضي في أوروبا (بالبولندية: Ankieta PAP na 10 najlepszych sportowców Europy)‏ هي جائزة رياضية سنوية تقدمها وكالة الأنباء البولندية. يتم اختيار الرياضيين والرياضيات للجائزة من قبل لجنة مكونة من 27 وكالة أنباء دولية. يتم الإعلان عن الفائز كل عام في ثاني يوم الصناديق.

## التاريخ
تم تأسيسها من قبل فلودزميزيرز زروبيك وتم منحها سنويًا منذ عام 1958. تُمنح جائزة أفضل شخصية رياضية في أوروبا للرياضيين الذين يعتبرون أفضل أداء خلال العام السابق ، بناءً على تصويت 27 وكالة أنباء دولية.

## قائمة الفائزون 1958–2010

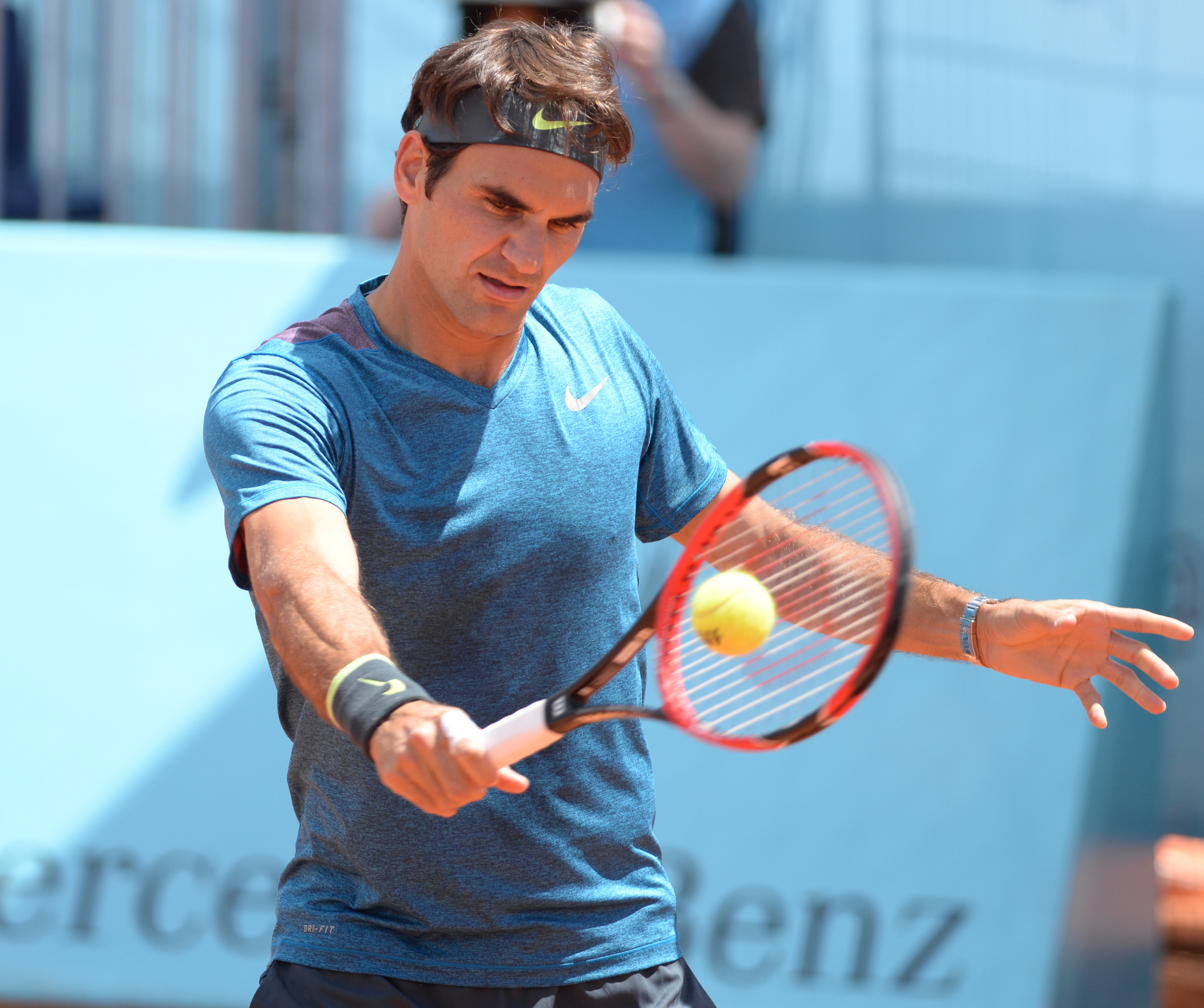
روجر فيدرير هو الرياضي الأكثر نجاحًا برصيد خمسة انتصارات بشكل عام

قائمة الفائزون السابقين من 1958–2010: زدزيساو كرزيزكووياك (بولندا، 1958)، فاسيلي كوزنتسوف (الاتحاد السوفيتي، 1959)، يوري فلاسوف (الاتحاد السوفيتي، 1960)، فاليري بروميل (الاتحاد السوفيتي، 1961، 1962، 1963)، ليديا سكوبليكوفا (الاتحاد السوفيتي، 1964)، ميشال جازي (فرنسا، 1965)، إيرينا شفينسكا (بولندا، 1966)، جان كلود كيلي (فرنسا، 1967، 1968)، إيدي ميركس (بلجيكا، 1969، 1970)، جوها فاتانين (فنلندا، 1971)، لاسي فيرين (فنلندا، 1972)، كورنيليا إندر (ألمانيا الشرقية، 1973)، إيرينا شفينسكا (بولندا، 1974)، كورنيليا إندر (ألمانيا الشرقية، 1975)، ناديا كومانتشي (رومانيا، 1976)، روزماري أكرمان (ألمانيا الشرقية، 1977)، فلاديمير ياشينكو (الاتحاد السوفيتي، 1978)، سيباستيان كو (بريطانيا العظمى، 1979)، فلاديمير سالنيكوف (الاتحاد السوفيتي، 1980)، سيباستيان كو (بريطانيا العظمى، 1981)، ديلي تومبسون (بريطانيا العظمى، 1982)، يارميلا كراتوشفيلوفا (تشيكوسلوفاكيا، 1983)، ميخائيل غروس (ألمانيا الغربية، 1984)، سيرجي بوبكا (الاتحاد السوفيتي، 1985)، هايكه دريشلر (ألمانيا الشرقية، 1986)، ستيفن روش (آيرلندا، 1987)، شتيفي غراف (ألمانيا الغربية، 1988، 1989)، ستيفان إدبرغ (السويد، 1990)، كاترين كراب (ألمانيا، 1991)، نايجل مانسيل (بريطانيا العظمى، 1992)، لينفورد كريستي (بريطانيا العظمى 1993)، يوهان أولاف كوس (النرويج، 1994)، جوناثان إدواردز (بريطانيا العظمى، 1995)، سفيتلانا ماستيركوفا (روسيا، 1996)، مارتينا هينجيز (سويسرا، 1997)، ميكا هاكينن (فنلندا، 1998)، غابرييلا سابو (رومانيا، 1999)، إينغه دي بروين (هولندا، 2000)، مايكل شوماخر (ألمانيا، 2001، 2002، 2003)، روجر فيدرير (2004)، روجر فيدرير ويلينا ايزينبايفا (سويسرا and روسيا 2005)، روجر فيدرير (سويسرا، 2006، 2007)، رافاييل نادال (إسبانيا، 2008)، روجر فيدرير (سويسرا، 2009)، روجر فيدرير (إسبانيا، 2010).

## الفائزون منذ 2011

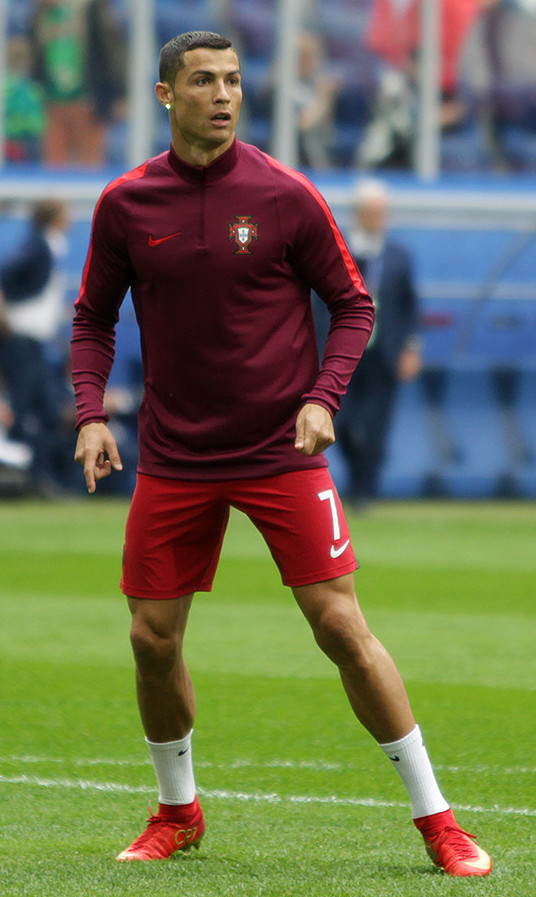
كريستيانو رونالدو هو أول لاعب كرة قدم يحصل على اللقب

| العام | الأول                               | الثاني                              | الثالث                                     |
| ----- | ----------------------------------- | ----------------------------------- | ------------------------------------------ |
| 2011  | نوفاك دجوكوفيتش (SRB) (كرة المضرب)  | سباستيان فيتل (GER) (فورمولا 1)     | ديرك نوفيتسكي (GER) (كرة السلة)            |
| 2012  | سباستيان فيتل (GER) (فورمولا 1)     | برادلي ويغينز (GBR) (ركوب الدراجات) | محمد فرح (GBR) (ألعاب قوى)                 |
| 2013  | سباستيان فيتل (GER) (فورمولا 1)     | رافاييل نادال (ESP) (كرة المضرب)    | محمد فرح (GBR) (ألعاب قوى)                 |
| 2014  | لويس هاملتون (UK) (فورمولا 1)       | مانويل نوير (GER) (كرة القدم)       | نوفاك دجوكوفيتش (SRB) (كرة المضرب)         |
| 2015  | نوفاك دجوكوفيتش (SRB) (كرة المضرب)  | لويس هاملتون (UK) (فورمولا 1)       | دافني شيبرز (NED) (ألعاب قوى)              |
| 2016  | كريستيانو رونالدو (POR) (كرة القدم) | أندي موراي (UK) (كرة المضرب)        | كاتينكا هوسو (HUN) (سباحة)                 |
| 2017  | كريستيانو رونالدو (POR) (كرة القدم) | لويس هاملتون (UK) (فورمولا 1)       | روجر فيدرير (SWI) (كرة المضرب)             |
| 2018  | نوفاك دجوكوفيتش (SRB) (كرة المضرب)  | لوكا مودريتش (CRO) (كرة القدم)      | لويس هاملتون (UK) (فورمولا 1)              |
| 2019  | لويس هاملتون (UK) (فورمولا 1)       | رافاييل نادال (ESP) (كرة المضرب)    | مارسيل هيرشر (AUT) (التزلج على جبال الألب) |
| 2020  | روبرت ليفاندوفسكي (POL) (كرة القدم) | لويس هاملتون (UK) (فورمولا 1)       | أرماند دوبلانتيس (SWE) (قفز بالزانة)       |

## الفائزين حسب البلد
| البلد            | الفوز |
| ---------------- | ----- |
| الاتحاد السوفيتي | 9     |
| ألمانيا          | 9     |
| بريطانيا العظمى  | 8     |
| سويسرا           | 6     |
| ألمانيا الشرقية  | 4     |
| بولندا           | 4     |
| فرنسا            | 3     |
| فنلندا           | 3     |
| صربيا            | 3     |
| بلجيكا           | 2     |
| رومانيا          | 2     |
| روسيا            | 2     |
| إسبانيا          | 2     |
| البرتغال         | 2     |
| تشيكوسلوفاكيا    | 1     |
| أيرلندا          | 1     |
| السويد           | 1     |
| النرويج          | 1     |
| هولندا           | 1     |

## الملاحظات
1. ↑  أول مرة يحصل فيها لاعب كرة قدم على الجائزة.[7]
2. ↑  تم تضمين ثلاثة انتصارات كجزء من ألمانيا الغربية.